# Hans Ertl
Hans Ertl (Múnic, 21 de febrer de 1908 - Chiquitania, Bolívia, 23 d'octubre de 2000) va ser un muntanyenc i cineasta alemany.

## Biografia
El 1939, mentre es preparava per sortir a rodar una pel·lícula a Xile, Hans Ertl va ser reclutat pel Tercer Reich com a «corresponsal de guerra». Com a operador de càmera a l'Alemanya nazi, va treballar amb la directora Leni Riefenstahl en diverses de les seves pel·lícules de propaganda nacionalsocialista, com per exemple a Olympia. Durant la Segona Guerra Mundial, fou un dels càmeres que acompanyava el general Erwin Rommel. Va inventar una càmera submarina i una càmera muntada sobre els esquís, fet que va transformar la manera de filmar pel·lícules.
A mitjans de la dècada de 1950, després de ser arrestat pels aliats i prohibir-li de treballar professionalment a Alemanya, Ertl va marxar primer a Xile i després a Bolívia, on va fer dos llargmetratges documentals de «cinema d'expedició». Es va embarcar en un tercer projecte fins que el seu tractor va patir un accident perdent el material que hi transportava. Frustrat, va decidir convertir-se en pagès i es va retirar a La Dolorida, un tros de terra semi-selvàtica al departament de Santa Cruz, on era conegut amb el nom de «Juan».
La primera esposa i mare de les seves tres filles va morir de càncer de fetge el 1958. La seva filla predilecta va ser Monika Ertl, amb qui va discrepar quan va decidir unir-se al moviment guerriller el 1969 i es va negar a permetre que ella convertís part de la granja en un camp d'entrenament militar. Quan Monika va ser assassinada pels militars bolivians per haver col·laborat en l'assassinat del coronel Roberto Quintanilla Pereira, responsable de la mort del Che Guevara i que estava a Hamburg com a cònsol bolivià, el seu pare va quedar «alleujat perquè se n'havia anat en pau».
Hans Ertl rarament va tornar a Alemanya, però alguns dies abans de la seva mort va demanar a la seva filla Heidi, que vivia a Baviera, que li enviés una bossa de terra alemanya. Ertl va morir l'any 2000 i va ser enterrat a la seva finca, que ara és un museu. En un article a la revista Time de 2008, la seva filla, Beatriz, Ertl, va negar que el seu pare fos nazi, dient que servia per «obligació» i que «va fer el possible per sobreviure». També va afirmar que Riefenstahl era «l'amor de la seva vida».

## Ascensions famoses
- 1930: Primera ascensió per la cara nord del Königspitze
- 1931: Primera ascensió per la cara nord de l'Ortler
- 1934: Primera ascensió al Sia Kangri
- 1950: Primera ascensió en solitari de l'Illimani Sud i primera ascensió de l'Illimani Nord
- 1951: Segona pujada de l'Illampu
- 1953: Camp 5 (6900 m) del Nanga Parbat, on va fer les conegudes imatges de Hermann Buhl tornant del seu primer ascens en solitari.